# Distretto di Osmancık
Il distretto di Osmancık (in turco Osmancık ilçesi) è uno dei distretti della provincia di Çorum, in Turchia.